# هاني جرجس فوزي
هاني جرجس فوزي(3 أكتوبر 1960 - 20 يونيو 2021)، هو منتج أفلام ومخرج أفلام مصري. يعتبر من المنتجين البارزين في مصر في فترة تسعينيات القرن العشرين، والده هو المنتج جرجس فوزي وشقيقه هو أسامة فوزي.

## مسيرته
خاض تجربة الإخراج لأول مرة في فيلم (بدون رقابة)، وصل رصيده السينمائي الي ما يقرب من 44 فيلم. من أشهر أعماله فيلم "بحب السيما" بطولة محمود حميدة وليلى علوي. تغيب عن السينما لما يزيد على 10 أعوام وأعلن عودته بمشروع رواية «خيانة صغرى» لكنه لم يرَ النور.
قيل أنه اعتنق الإسلام قبل وفاته، لكنه رفض إشهار إسلامه كي لا يثير الفتنة بين أتباع الديانتين. أُعلن عن عدم اجراء مراسم العزاء تنفيذا لوصيته، على أن تستقبل شقيقته برقيات التعازي تلغرافيا فقط. دفن هاني في مقبرة للمسلمين بحسب مصدر مقرب من عائلته.

## أعماله
- منتج فيلم «الحلال والحرام» بطولة عادل الادهم وسهير رمزي عام 1985
- منتج فيلم «سيدة القاهرة» بطولة يسرا وجميل راتب عام 1990
- منتج فيلم «زوجه محرمة» بطولة سهير رمزي وفاروق الفيشاوي عام 1991
- منتج فيلم «سوق النساء» بطولة شيريهان وحسين فهمي عام 1994
- منتج فيلم «امراة فوق القمة» نادية الجندي وجمال عبد الناصر عام 1997
- منتج فيلم «الكلام في الممنوع» نور الشريف عام 2000
- منتج فيلم «قصاقيص العشاق» بطولة نبيلة عبيد حسين فهمي عام 2003
- منتج فيلم «علاقات خاصة» بطولة يوسف حايك وسارة بسام عام 2006
- منتج فيلم «بلد البنات» بطولة فرح يوسف وسمية الجويني عام 2008
- منتج ومخرج فيلم «بدون رقابة» بطولة أحمد فهمي ودوللي شاهين عام 2009

وأخرج عدد من الأعمال التي اثارت جدل خلال وقت عرضها أبرزها:
- فيلم «جرسونيرة» بطولة غادة عبدالرازق عام 2013
- فيلم «أحاسيس» بطولة باسم سمرة عام 2010
- فيلم «بدون رقابة» بطولة أحمد فهمي ودوللي شاهين عام 2009